# Johann Heinrich Schenck
Johann Heinrich Schenck auch: Schenk; (* 12. September 1798 in Siegen; † 13. Juli 1834 ebenda), war ein deutscher Mediziner.

## Leben
Johann Heinrich war der Sohn des Landrentmeisters und Kreiskassenrendanten Johann Adolph Schenck (* 2. Januar 1772 in Siegen; † 5. Oktober 1851 in Soest) und dessen am 27. Juli 1794 geheirateten Frau Johannette Sophie Dresler (* 17. März 1774 in Herborn; † 4. März 1848 in Siegen). Nach anfänglichem Besuch der Schule in Siegen wurde er ab dem elften Lebensjahr am Pädagogium in Herborn ausgebildet und bezog 1813 die Hohe Schule Herborn. Als er sich dort das Grundwissen in den philosophischen Wissenschaften angeeignet hatte, wechselte Schenck als Student der Medizin 1815 an die Universität Marburg. 1816 setzte er seine medizinischen Studien an der Universität Göttingen fort, wo er 1817 zum Doktor der Medizin promovierte, und absolvierte 1819 seine medizinische Staatsprüfung in Berlin. 1819 kehrte er als Arzt nach Siegen zurück, wurde daselbst Stadtphysikus und Landphysikus des Fürstentums Siegen.
Schenck veröffentlichte eine Reihe von medizinisch praktischen Beiträgen in Christoph Wilhelm Hufelands Journal der Practischen Heilkunde sowie zur gerichtsmedizinischen Cassuistik in Johann Heinrich Kopps Jahrbuch der Staatsarzneikunst. Außerdem Aufsätze in Justus Heckers Litterarischen Annalen der gesammten Heilkunde und anderen Zeitschriften.

## Familie
Schenck verheiratete sich am 30. Dezember 1825 in Siegen mit Marianne Wintersbach (* 23. September 1801 in Siegen; † 27. August 1858 in Bad Soden/Taunus), die Tochter des Bänkers in Siegen Martin Wintersbach (* 2. Juni 1770 in Siegen; † 15. Mai 1850 ebenda) und dessen Frau Luise Achenbach (* 5. Dezember 1781 in Siegen; † 15. März 1805 ebenda). Aus der Ehe stammen Kinder. Von diesen kennt man:
1. Martin Adolf Schenck (* 16. Oktober 1826 in Siegen; † 6. Mai 1918 ebenda), er studierte in Heidelberg, Bonn und Berlin, wurde 1851 Doktor der Medizin und bestand im selben Jahr seine Staatsprüfung, 1863 wurde er Lehrer der Pflanzenkunde und 1877 Direktor der Wisenbauschule in Siegen, war Stadtverordneter in Siegen, ⚭ 8. Juli 1856 in Siegen[3] mit Johanna Jakobine Dresler (* 4. November 1835 in Siegen; † 15. April 1923 in Weilburg), die Tochter des Kaufmanns und Stadtverordneten in Siegen Heinrich Adolf Dresler (* 31. Oktober 1805 in Siegen; † 22. September 1866 ebenda) und dessen 1830 geheirateten Frau Sibylle Gläser (* 26. März 1806 in Siegen; † 20. Dezember 1874 ebenda)
2. Marie Charlotte Sophie Schenck (* 28. April 1830 in Siegen; † 18. Oktober 1905 ebenda), ⚭ am 10. August 1855 in Siegen mit dem königlich preußischen Sanitätsrat Dr. med. Rudolf Jakob Heinrich Vogel (* 30. September 1827 in Fischbach bei Laasphe/Westfalen; † 12. September 1904 in Siegen), Sohn des Pfarrers in Feudingen bei Laasphe Friedrich Vogel und der Marianne Jung